# Josef Baar (fotbalista)
Josef Baar (* 23. října 1946) je bývalý český fotbalový útočník.

## Fotbalová kariéra
V československé lize hrál za Škodu Plzeň. Nastoupil ve 3 ligových utkáních. Gól v lize nedal. Do Škody Plzeň přišel z Jiskry Domažlice.

## Ligová bilance
| Ročník                                   | Zápasy | Góly | Klub        |
| ---------------------------------------- | ------ | ---- | ----------- |
| 1. československá fotbalová liga 1970/71 | 3      | 0    | Škoda Plzeň |
| CELKEM                                   | 3      | 0    |             |